# جان لويس كوهن
جان لويس كوهن (بالفرنسية: Jean-Louis Cohen)‏ هو مؤرخ الفن ومهندس معماري فرنسي، ولد في 20 يوليو 1949 في باريس في فرنسا.